# Wyjście robotników z fabryki
Wyjście robotników z fabryki lub Wyjście robotników z fabryki Lumière w Lyonie (fr. La Sortie de l’usine Lumière à Lyon) – pierwszy film w dziejach kinematografii pokazany publicznie. Film trwa 45 sekund.
Jego projekcja 28 grudnia 1895 trwająca minutę i składająca się z 10 krótkich filmów braci Lumière, podczas pierwszego publicznego pokazu w Salon indien du Grand Café przy bulwarze Kapucynów w Paryżu, jest uznawana za narodziny kina.
Choć często podaje się, że Wyjście robotników z fabryki jest pierwszym filmem w historii, w rzeczywistości pierwszym powstałym filmem był Scenka ogrodu z Roundhay z 1888 roku.